# HMS Amethyst (1903)
Pour les autres navires du même nom, voir HMS Amethyst.
Le HMS Amethyst est un croiseur protégé de classe Topaze (en) de la Royal Navy.

## Histoire
Lorsque la Première Guerre mondiale éclate en 1914, le HMS Amethyst est affecté à la Force de Harwich de la Royal Navy. Il participe à la bataille de Heligoland sous le commandement du commodore Reginald Tyrwhitt. Il est ensuite transféré à la 1re escadre de croiseurs légers de la Royal Navy.
L’Amethyst participe à l'opération de couverture pour l'effort de déminage au cours de l'action du 1er mars et 4 mars 1915 dans les Dardanelles, il échange des tirs avec des forts turcs. Le soir du 4 mars, il embarque les hommes blessés lors du débarquement et les amène le lendemain à bord du Soudan et du SS Braemar Castle. Pendant les heures d'obscurité entre le 6 et le 11 mars, il participe aux opérations dans les Dardanelles contre les mines, et est fréquemment en action contre l'artillerie de campagne, les forts et les projecteurs. Le 14 mars à 4 h 10, il est touché par l'artillerie de campagne et perd 22 hommes. 38 autres hommes sont blessés, dont 4 meurent de leurs blessures. L’Amethyst se retire à Ténédos pour des réparations. Le capitaine, le commandant G. J. Todd, et le lieutenant James C. J. Soutter, lieutenant principal, sont félicités dans la dépêche navale du 17 mars 1914 du vice-amiral Carden.
Dans le cadre du débarquement au cap Helles, le 24 avril 1915, l’Amethyst et son sister-ship Sapphire embarquent des soldats et les débarquent par chalutier sur la plage Y sur la côte nord-ouest de la péninsule de Gallipoli au petit matin du 25 avril. Il soutient les troupes britanniques à terre avec des coups de feu jusqu'au 27 avril en bombardant les positions ennemies. Au milieu de la matinée du 27 avril, alors que la situation sur la plage est décrite comme désespérée, les troupes survivantes commencent à remonter à bord ; l’Amethyst embarque plus de 250 officiers et hommes, dont beaucoup sont blessés.
Au cours des jours suivants, l’Amethyst continue à apporter son soutien aux opérations sur les plages W, Y et Z. Le 3 mai, il reste au large de la plage Z et signale des tirs nourris sur le rivage et des obus ennemis de gros calibre atterrissant à proximité des navires britanniques. Dans la nuit du 5 mai, les troupes se retirent de la plage Z pour être redéployées sur les plages X et Y.
La dernière partie des débarquements de l’Amethyst a lieu le 18 mai lorsqu'il remonte le golfe d'Edremit au petit matin, accompagné de destroyers, arrivant juste après 5 h. Il envoie un groupe armé dans des bateaux pour enquêter sur la possibilité de retirer les éclairages ennemis, mais ils reviennent 20 minutes plus tard en signalant qu'un banc de sable les empêchait d'avancer. Deux réservoirs de pétrole ennemis sont démolis par des tirs d'artillerie, et à 6 h 45, une batterie de canons de campagne ennemie ouvre le feu. L’Amethyst répond, faisant taire les armes à feu, mais est touché, un homme meurt et quatre sont blessés.
Après avoir effectué des patrouilles depuis Brindisi en juin et juillet 1915, l’Amethyst entre en cale sèche pour un carénage du 28 juillet au 17 août. Il retourne à Brindisi le 15 septembre et y est présent le 27 septembre lorsque le cuirassé italien Benedetto Brin explose sur les bouées de l'avant-port. L’Amethyst vient secourir les survivants.
Pendant une grande partie de l'automne 1915, l’Amethyst reste au port et sert de navire de dépôt temporaire pour les sous-marins britanniques qui passent en patrouille. Le 19 novembre, l’Amethyst se dirige vers Malte et de là vers Gibraltar, arrivant le 27 novembre. Le 1er décembre, il part pour Portsmouth, puis le 11 décembre pour Barrow-in-Furness où il s'amarre dans le Devonshire Dock. Il y reste jusqu'au 14 mars 1916 lorsqu'il part vers le sud vers Plymouth, puis Bilbao et arrive à Gibraltar le 23 mars.
En 1916, Edward Unwin prend le commandement. L’Amethyst est affecté en Amérique du Sud et quitte Gibraltar le 8 mai 1916. Le 23 novembre 1916, Patrick Boyle devient le nouveau commandant alors que le navire est à Viçosa Reef, au large des côtes du Brésil.
En décembre 1916, l’Amethyst, soutenu par deux croiseurs marchands armés, les HMS Macedoine et Orama, et deux charbonniers, les SS Minieh et Daleham, reçoit l'ordre de rechercher le corsaire allemand SMS Möwe. Le 9 janvier, le Möwe coule le charbonnier Minieh et, lorsqu'il ne réussit pas à rejoindre le reste de l'escadre, une recherche commence. L'escadre retourne au port de Bahia sans succès. Une nouvelle tentative pour trouver le Möwe est faite le 24 janvier 1917 lorsque l’Amethyst est rejoint par le HMS Glasgow, mais c'est aussi un échec. Des patrouilles à la recherche des Allemands sont également menées en avril et mai 1917.
Après un long séjour à Rio de Janeiro, l’Amethyst s'en va le 5 avril 1918, patrouillant le long de la côte inspectant les navires et arrivant à Montevideo le 10 mars. Le 31 mai 1918, l’Amethyst quitte Bahia, au Brésil, pour retourner à Devonport. Sur le chemin du retour, il rencontre le HMS Britannia au large des côtes de la Sierra Leone et 295 caisses de lingots d'or (d'une valeur estimée à 1 million de livres sterling) sont chargées à bord. Il arrive à Devonport le 25 juin. Le 1er juillet 1918, l’Amethyst quitte Devonport pour Barrow-in-Furness, où il entre en cale sèche pour le reste de la guerre.
L’Amethyst est remis en service le 20 novembre 1918 et sur le chemin de Gibraltar, il s'arrête à Lisbonne pour les funérailles du président du Portugal Sidónio Pais le 21 décembre.
Il est transféré pour la dernière fois le 10 février 1919 à Malte et est vendue à la ferraille le 1er octobre 1920. En novembre, remorqué en route vers le chantier de Milford Haven, le remorquage se brise dans un coup de vent et une mer fort, le canot de sauvetage de New Quay sauve sept des huit membres d'équipage de l’Amethyst ; le capitaine est retiré deux jours plus tard dans la tempête par le canot de sauvetage d'Aberystwyth.